# Paul Preuß (Alpinist)

Paul Preuß 1910

Paul Preuß, auch Paul Preuss (geboren am 19. August 1886 in Altaussee; gestorben am 3. Oktober 1913 am Gosaukamm), war ein österreichischer Alpinist. Er war einer der erfolgreichsten und besten Kletterer seiner Zeit: Innerhalb von nur 5 Jahren gelangen ihm 1200 Besteigungen, davon 300 im Alleingang und rund 150 Erstbesteigungen. Preuß war ein vielseitiger Alpinist, der nicht nur den Fels beherrschte, sondern auch Erstbegehungen auf Schnee und Eis unternahm. Er betrieb Skibergsteigen, Skitraversen (in beiden Bereichen gelangen ihm Erstbegehungen) und Schneeschuhwandern.
Preuß war ein gefragter Vortragsredner über alpine Themen, seine Vorträge waren sehr beliebt. Er veröffentlichte viele Artikel in alpinen Zeitschriften und den Mitteilungen der Alpenvereine, die Berge und Routen beschreiben, aber auch über Kletterstil und Klettertechnik. Einer dieser Aufsätze war der Ausgangspunkt für den Mauerhakenstreit, der in der Formulierung der Kletterregeln mündete. Diese haben den Freiklettergedanken populär gemacht. Damit war Preuß auch einer der führenden Alpinisten in Kletterethik und -technik.
Preuß stürzte im Oktober 1913 am Mandlkogel im Gosaukamm tödlich ab. 50 Jahre nach seinem Tod begann eine Wiederentdeckung seines Lebens und Wirkens, eine wesentliche Quelle war die Biografie von Reinhold Messner. Zu Preuß’ Gedenken wurde der Paul-Preuß-Preis ins Leben gerufen, der an extreme, aktive Kletterer verliehen wird, die herausragende Leistungen im Gebirge erbracht haben.

## Leben

### Kindheit und Jugend
Paul Preuß kam in Altaussee in einer jüdischen Familie als Sohn des Klavierlehrers Eduard Preuß und seiner Frau Caroline, geborene Lauchheim, zur Welt. Sein Vater stammte aus Ungarn, seine Mutter aus dem Elsass; die beiden hatten sich in einem adeligen Wiener Haus kennengelernt, in dem Caroline als Erzieherin und Hauslehrerin arbeitete und Eduard Klavierunterricht gab. 1882 heirateten sie und bezogen eine Wohnung in Wien am Franz-Josefs-Kai. Ihre Arbeitgeber gingen jedes Jahr zur Sommerfrische in das Salzkammergut, dort gab Eduard ebenfalls Klavierunterricht. Im Frühjahr 1886 erwarben sie ein kleines Haus in Altaussee, in dem Paul Preuß im August 1886 geboren wurde. Er wuchs mit seinen älteren Schwestern Mina und Sophie in Wien auf, die Sommer verbrachte die Familie in Altaussee.
Im Alter von sechs Jahren litt Preuß unter einer infektiösen Lähmung, die bewirkte, dass er monatelang im Bett liegen musste und sich nur im Rollstuhl fortbewegen konnte. Nach seiner Genesung war er schwach, weshalb sein Vater, ein Hobbybotaniker, mit ihm erste Wanderungen unternahm. Dadurch erholte sich Preuß langsam von seiner Krankheit. Er spielte Tennis und nahm Fechtunterricht. Klavierspielen lernte er von seinem Vater, der starb, als Paul zehn Jahre alt war. Als Vormund wurde ein Bruder seines Vaters eingesetzt, der Landesgerichtsrat Sigmund Preuß, ein promovierter Jurist, der in Wien in einer Doppelwohnung mit Eduard, Caroline und Paul Preuß lebte.

### Studium und Vernetzung mit Bergsteigern
Als Schüler am Erzherzog-Rainer-Gymnasium im Wiener 2. Bezirk wurde Preuß unter anderem von dem Botaniker Friedrich Karl Max Vierhapper unterrichtet, als dieser dort von 1902 bis 1904 Supplent war. Am 11. Juli 1906 legte Preuß die Matura mit Auszeichnung ab. Ab dem Wintersemester 1906/07 studierte er an der Universität Wien Naturgeschichte, belegte dort Vierhappers Übungen im Bestimmen von Pflanzen und nahm an pflanzengeographischen und botanischen Exkursionen Vierhappers teil. Im Wintersemester 1909/10 belegte er noch „Anleitung zum wissenschaftlichen Arbeiten“ bei Richard Wettstein. Zum Sommersemester 1910 wechselte Preuß an die Universität München. Dort schrieb er sich am Pflanzenphysiologischen Institut bei Karl von Goebel ein.
Reinhold Messner schreibt, Preuß habe in Wien sein Studium abgeschlossen und sei dann Assistent am Botanischen Institut der Universität München geworden. In seiner Münchner Zeit sei er neben seinem Studium jedes Wochenende im Gebirge unterwegs gewesen, habe im Café Stefanie Schach gespielt, gerne Maskenbälle besucht und Karten gespielt. Ab 1911 habe er mit „Dr. Paul Preuß“ unterschrieben und wurde so auch bei Veranstaltungen angekündigt. Sein allerdings nicht nachgewiesener Studienabschluss habe seinen akademischen Ansprüchen jedoch nicht genügt, sodass Preuß weiter studiert habe. David Smart, der 2019 eine Preuß-Biografie herausbrachte, geht davon aus, dass der Antrieb zu akademischen Leistungen bei Preuß um 1911 deutlich nachgelassen habe und ihm ein Studienabschluss nicht gelungen sei. Weder an der Universität Wien noch an der Universität München sind Belege über Abschlussprüfungen vorhanden. Auch eine Anstellung am Münchner Botanischen Institut oder eine Anstellung an irgendeinem Institut der Universität ist nicht nachweisbar. Ebenso wenig ist eine Dissertation nachweisbar. Preuß’ Einschreibung endet im Wintersemester 1910/11. Der Botaniker Franz Speta meint, dass Preuß weniger vom Botanikstudium fasziniert gewesen sei als vom Bergsteigen. Er habe in seiner Münchner Zeit auch eine beeindruckende Zahl an Bergtouren durchgeführt, viele Vorträge gehalten und zahlreiche Aufsätze und Tourenbeschreibungen in Zeitschriften publiziert. Für Studium und Wissenschaft sei wohl nur wenig Zeit geblieben.

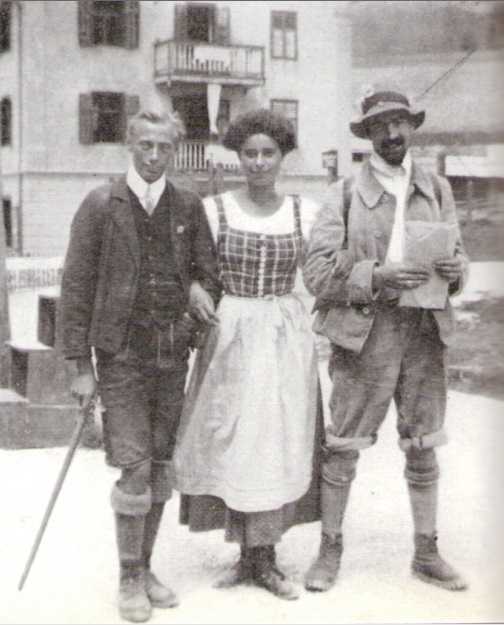
Paul Preuß, Emmy Eisenberg und Walter Schmidkunz 12. August 1911 in Gröden

In seiner Studienzeit befreundete sich Preuß mit Alexander Hartwich, Paul Relly, Sigmund Freuds Sohn Martin und Emmy Eisenberg, die mit ihm Klettertouren unternahmen. Er konvertierte 1909 vom Judentum zum Protestantismus. Die konkreten Gründe sind nicht bekannt. Die Historikerin Astrid Schweighofer hält die Freundschaft mit Hartwich für einen möglichen Grund, aber auch den Einfluss des Pfarrers Friedrich Selle, der in jenen Jahren in Bad Aussee tätig war. Auch Preuß’ Weltanschauung müsse in Betracht gezogen werden, die sie im Milieu der Lebensreformer verortet.
Bereits in Wien war Preuß Mitglied der Sektion Austria des Deutschen und Österreichischen Alpenvereins geworden. In München trat er der Sektion Bayerland des Alpenvereins, dem Klub Alpiner Schiläufer und dem Alpenklub „Hoch-Glück“ bei. Preuß hatte einen großen Freundeskreis und war mit vielen der damaligen bedeutenden Kletterer bekannt. Seine hauptsächlichen Kletterpartner waren Paul Relly, der später Mina Preuß heiratete, und Walter Schmidkunz. Auch mit Hans Dülfer aus Wuppertal verband ihn eine enge Freundschaft. Außerdem unternahm er viele Klettertouren mit seiner Jugendliebe Emmy Eisenberg und mit seiner Schwester Mina.
Neben seinen bergsteigerischen Aktivitäten hielt Preuß viele Vorträge über alpine Themen. Mit den vergleichsweise hohen Honoraren finanzierte er zusammen mit seinen Schriften über Jahre sein Leben, die Studienzeit und das Klettern. Damit war Preuß der erste Selbstvermarkter unter den großen Alpinisten und erlangte einen hohen Bekanntheitsgrad. Auch damit ähnelte er vielen Profibergsteigern von heute.

### Der Mensch Paul Preuß
Preuß wurde als eloquent, geistreich, humorvoll und umgänglich beschrieben. Menschen, die er nicht leiden konnte, gab er recht, mit Menschen, die er mochte, konnte er sich auch streiten. Er galt als unbedingt zuverlässig und freigiebig, er verfügte über viel Humor, aber ebenso beißende Ironie, so erinnerte sich sein Freund Walter Bing. Ein anderer Freund, Alexander Hartwich, schrieb 1937 über Preuß, dass ihm die heroischen Phrasen „aus der schlimmsten Phraseologie, aus der des Krieges“, wie sie bei Alpinisten damals üblich gewesen seien, fremd gewesen seien. Er habe die Berge „so einfach geliebt, wie er einfach im Leben eben war“; Bergsteigen sei ihm „ganz einfach selbstverständlich“ gewesen. Auch den Mauerhakenstreit soll er nicht so ernst durchgefochten haben wie viele seiner Widersacher. Besonders kennzeichnend waren für ihn seine ungeheure Energie, seine Begeisterungsfähigkeit und sein Tatendrang.
Preuß sprach neben seiner Muttersprache Deutsch fließend Französisch, da seine Mutter aus dem Elsass stammte und mit ihm Französisch gesprochen hatte. Er beherrschte außerdem Englisch und Italienisch. Preuß war stets elegant gekleidet, je nach Jahreszeit trug er eine weiße, blaue oder violette Krawatte. Damit stand er im Widerspruch zu vielen anderen Kletterern seiner Zeit, die ein eher wildes Aussehen pflegten.

### Antisemitismus
Die Sektion Austria, in der Preuß Mitglied war, war die älteste und größte Sektion des Deutschen und Österreichischen Alpenvereins, und noch 1920 waren von ihren etwa 6000 Mitgliedern mehr als 2000 Juden, also über ein Drittel. Doch insbesondere in den Akademischen Sektionen des Alpenvereins gab es schon vor dem Ersten Weltkrieg wachsende antisemitische Tendenzen. Mehrfach wurden Anträge an den Verein gestellt, Satzungsänderungen zu genehmigen, die einen Arierparagraphen enthielten, also die Aufnahme von Juden ausschlossen. Gewöhnlich lehnte der Alpenverein diese Anträge ab, aber nicht immer. So hätte Preuß in der Akademischen Sektion Wien nicht Mitglied werden können, obwohl er in Wien studierte, da diese Sektion für ihre Wintersportvereinigung 1907 einen solchen Paragraphen durchsetzte und auch insgesamt keine Juden mehr aufnahm. Dennoch blieb der Antisemitismus in den Alpenvereinen gemäß Hanno Loewy zunächst noch eine Randerscheinung. Reinhold Messner schrieb über Preuß: „Dass er Jude war, spielte keine Rolle.“ Im zu Preuß’ Lebzeiten noch liberalen Alpenverein habe er viele Bewunderer gehabt.
Nach dem Ersten Weltkrieg änderte sich das schnell. 1920 revidierte der Deutsche und Österreichische Alpenverein seine Haltung, völkisch motivierte Ausschlussklauseln seiner Sektionen nicht zu genehmigen, worauf zahlreiche, insbesondere österreichische Sektionen Arierparagraphen in ihre Satzungen aufnahmen. Der Bergsteiger Eduard Pichl, der einen völkischen Antisemitismus vertrat, wurde 1921 an die Vorstandsspitze der Sektion Austria gewählt und setzte im Herbst 1921 den Ausschluss jüdischer Mitglieder durch, die daraufhin die Sektion Donauland gründeten. Auch diese wurde nach dreijährigem Kampf 1924 aus dem Alpenverein ausgeschlossen. Ob das Andenken an Preuß bewusst aus antisemitischen Motiven unterdrückt wurde, ist gemäß dem Historiker Martin Achrainer „schwer zu beurteilen“. Pichl jedenfalls erwähnte Preuß in seiner Chronik Wiens Bergsteigertum 1927 nur ganz beiläufig, obwohl er, wie die ganze „Wiener Schule“ der Bergsteigerei, ebenfalls eine sehr kritische Einstellung zu technischen Hilfsmitteln wie dem Mauerhaken hatte. „Auf den Kronzeugen einer solchen technikkritischen Einstellung, Paul Preuß, konnte Pichl sich übrigens nicht berufen, weil er als glühender Antisemit die 1921 erfolgte Einführung des Arierparagraphen im Alpenverein betrieben hatte – die Legende Preuß jedoch (bis zu seiner Taufe 1909) Jude war“, schreibt Bernhard Oberreither. Joseph Braunstein spießte diese Auslassung in einer vernichtenden Rezension von Pichls Buch für die Nachrichten der Sektion Donauland auf. Er schrieb: „Pichl entledigt sich des ihm unbequemen Preuß auf sehr einfache Weise, indem er ihn nur so nebenbei anführt.“ Für die Auslassung eines ausführlichen Abschnitts über Preuß gebe es „gar keine Entschuldigungsgründe“. Dies sei eben darin begründet, dass Preuß nun nicht mehr Mitglied der Sektion Austria werden könnte, „da der Geist Pichls über der Satzung schwebt“.

## Alpinistische Karriere

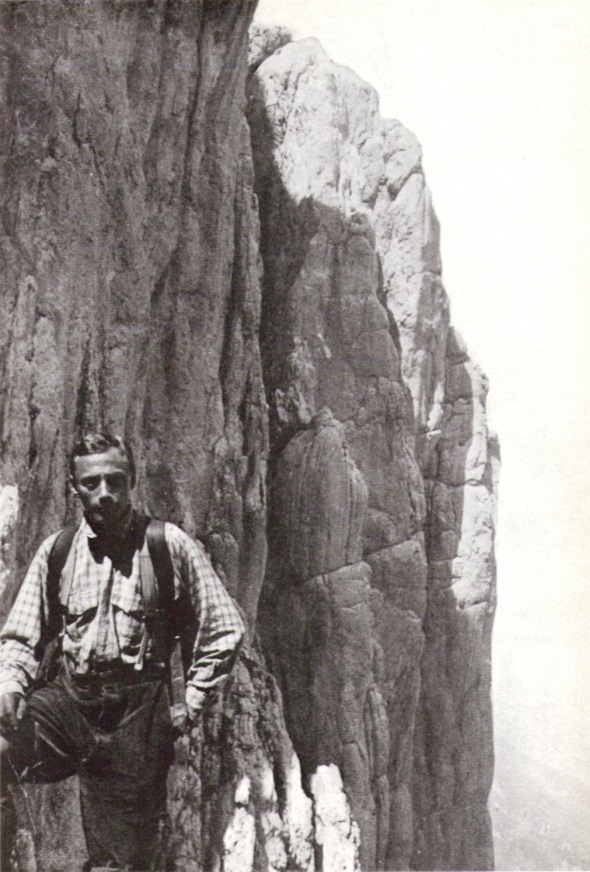
Preuß am 31. Oktober 1910 am Totenkirchl, Wilder Kaiser

Preuß war schnell und sicher im Fels unterwegs und besaß ein hohes Maß an Geschicklichkeit und Gewandtheit. Er beeindruckte den jungen Luis Trenker tief. In seinem kurzen Leben machte er mehr als 1200 Fels-, Ski- und Hochtouren, davon 150 Erstbegehungen und 300 Besteigungen im Alleingang, ein gewaltiges Pensum, das heute noch beeindruckt.
Die Neutouren von Preuß waren Routen von kühner Linienführung. Seine Routen sind frei kletterbar, daher verlaufen sie nicht zwingend in der direkten, sondern entlang einer logischen Linie. Er war ein Meister, diese zu finden und homogene Routen zu schaffen.

### Jugendjahre
Ab einem Alter von elf Jahren wandte sich Preuß den Bergen zu, meist in Begleitung seiner Schwester oder von Schulfreunden, zunehmend auch alleine. Zuerst wagte er sich in die Wiener Hausberge, dann auf die leichteren Gipfel des Salzkammerguts. Dort lernte er den Ischler Salineningenieur Hans Reinl kennen, der ihm die alpinen Grundkenntnisse beibrachte.
Der Bergsteiger und Schriftsteller Kurt Maix schrieb zu Preuß’ 50. Todestag: „Die Berge machten ihn gesund. Er begann nicht als ‚Kletterer‘. Er stieg und kraxelte herum, wie es eben die Einheimischen tun. Er suchte Pflanzen und Kräuter – wie es die Einheimischen tun. Er lernte den wiegenden Gang, die Trittsicherheit auch auf den steilsten Rasenhängen – wie er es eben bei den Einheimischen gesehen hatte.“ Er erwarb das Gespür für die Berge und die richtige Route, damit legte er die Basis für seine späteren bergsteigerischen Erfolge. Preuß hatte zunächst keine extremen Ambitionen, aber er entwickelte sich zum Allroundalpinisten. Seine Vorbilder waren Georg Winkler und Emil Zsigmondy.

### Erste alpine Begehungen
Seine erste wirkliche alpine Begehung war am 11. Juli 1908 die Durchsteigung der Planspitze-Nordwand im Gesäuse. Damit begannen für Preuß die Jahre, in denen er sein Können mit jeder Wand steigerte; ab 1910 wurden seine Touren anspruchsvoll. 1910 erstieg er den Ortler über den Marltgrat und im selben Jahr gelang ihm auch die erste Begehung der Traweng-Nordwand im Toten Gebirge sowie des Westpfeilers am Trisselberg. Schnell eroberte er die großen Wände im Wilden Kaiser, in den Westalpen, aber vor allem immer wieder in den Dolomiten.
Bei schlechtem Wetter trainierte er zuhause mit einfachen Hilfsmitteln; so stellte er etwa zwei umgedrehte Gläser auf den Rand eines Schranks und machte an ihnen Klimmzüge – ein perfektes Training für brüchigen Fels. Er schaffte mehrere einarmige Klimmzüge hintereinander. Training abseits der Berge war unter den Bergsteigern seiner Zeit ausgesprochen selten, dies sollte erst Jahrzehnte später ein integraler Bestandteil der Kletterausbildung werden. Er war als Kletterer ein Naturtalent: „Sein Klettern war am ehesten dem Tanzen zu vergleichen, so schwerelos, so ohne Mühe, so durchaus lustbetont ist es erfolgt“ erinnerte sich später sein Freund Alexander Hartwich. Preuß begann erst 1910 ein Tourenbuch zu führen, seine frühen Klettertouren sind nur durch Erzählungen seiner Schwestern und Emmy Eisenberg dokumentiert, die häufig seine Seilkameradinnen waren.

### Preuß’ produktivste Jahre als Kletterer

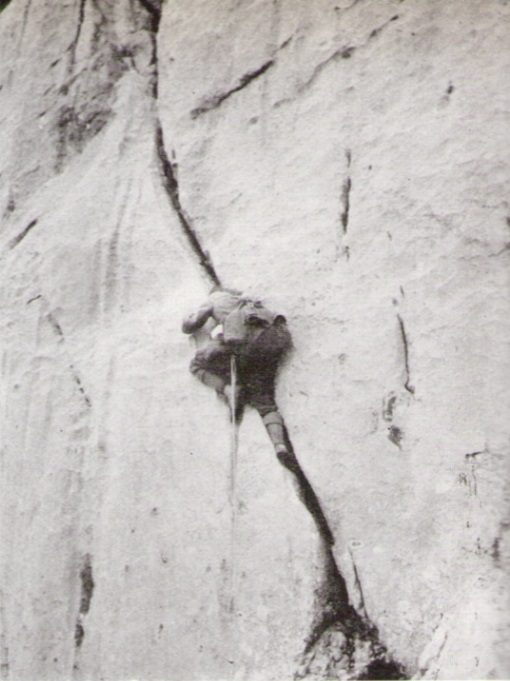
Paul Preuß im Schiefen Riss am Totenkirchl im Kaisergebirge

Allein im Jahr 1911 machte er 93 Touren in nur vier Monaten, viele davon zählten zu den schwersten Touren seiner Zeit. 16 Gipfel bestieg er vom 27. Februar bis zum 6. März im Großglocknergebiet, alle Gipfel waren mehr als 3000 Meter hoch. Preuß stieg in den fünf Tagen vom 4. bis zum 8. Juni 1911 im Gebiet des Zuckerhütl in den Stubaier Alpen auf 22 verschiedene Gipfel. Vom 27. Juli bis 3. August 1911 gelangen ihm in der Brenta neun große Touren, davon zwei Erstbegehungen. Anschließend war er in der Langkofel- und der Rosengartengruppe unterwegs, wo er in zwei Wochen 30 Felswände durchstieg, davon mehrere Erstbegehungen.
Im selben Jahr gelang ihm allein die Überschreitung der Langkofelgruppe an einem Tag und im Urgestein der Silvretta eröffnete er Neutouren. Im Wallis gelang ihm in einem Zug die Matterhorn-Überschreitung bis hin zum Breithorn und im Montblanc-Gebiet bestieg er die Aiguille Gamba und wiederholte mehrere weitere Routen. 1913 machte er weitere wesentliche Erstbegehungen wie z. B. die des Nordgrats am Hochwanner im Wettersteingebirge. Weitere Erstbegehungen führten ihn im Kaisergebirge in die Nordschlucht am Mitterkaiser-Nordgipfel und im Dachsteingebirge auf den Däumling.
Am 1. August 1911 eröffnete er zusammen mit Paul Relly eine Route in der 800 Meter hohen Nordostwand des Crozzon di Brenta (UIAA VI+). Die heute als 6. Grad bezeichnete Schwierigkeit galt damals vielen als nicht mehr kletterbar; auch heute noch wird diese Tour als sehr anspruchsvoll eingestuft. Die damals als am schwierigsten eingestuften Alpenklettereien, die Südwand des Croz dell’Altissimo in der Brenta und die Nordwestkante des Großen Ödsteins im Gesäuse, wurden von Preuß als erstem wiederholt – angeblich ohne die von Angelo Dibona gesetzten Haken zu benützen.

### Erstbegehung der Nordostwand an der Kleinsten Zinne, Preußriss genannt
Im späten August 1911 war er mit seiner bergsteigerisch ebenfalls sehr ehrgeizigen Schwester Mina und seinem Freund Paul Relly in den Sextner Dolomiten. Mit Relly gelang ihm an den Drei Zinnen eine spektakuläre Erstbegehung, sie bestiegen die sogenannte Kleinste Zinne durch ein schwieriges Riss- und Kaminsystem. Die Route wurde später „Preuß-Riss“ genannt. Zugleich war diese Begehung auch die Erstbesteigung („Erstersteigung“) der Kleinsten Zinne und deren erste Überschreitung; sie erfolgte von Nordost nach Nordwest. Nach Emmy Hartwich bezeichnete Paul Preuß das Preußwandl im Preuß-Riss als die schwerste Stelle, die er in den Dolomiten kenne und bis auf eine Seilschaft habe in den 15 oder 16 Jahren danach keine weitere Begehung mehr stattgefunden, 1923 und 1924 gab es drei tödliche Abstürze dort. In diesen Jahren galt der Riss als eine der schwierigsten Klettertouren der Alpen. Zu Preuß’ Ehren hat sein späterer Biograf Severino Casara der Kleinsten Zinne 1928 den Namen „Torre Preuss“ gegeben und sie wird heutzutage auch in Deutschland „Preußturm“ genannt. Paul Preuß selber schrieb über die Tour im Jahr 1911, deren Schwierigkeit einordnend, sie führe „...über eine gelbe Wand mit darauf folgendem Riß äußerst schwierig an den Fuß einer markanten Kaminreihe ...“ Diese Wand gelte, so Relly „auch nach modernen Begriffen als sehr schwierig...“.
Als damalige „gefürchtetste Tour der Alpen“ (englisch: „one of the most feared climbs in the Alps“), wie David Smart die damalige Einschätzung des Preuß-Risses wiedergab, gilt sie heute dank besserer Ausrüstung und etwas besserer Absicherung nicht mehr. Sie wird derzeit als häufig begangener Klassiker mit luftiger Riss- und Kaminkletterei und einem bei schlechtem Wetter sehr schwierigen Abstieg bezeichnet. Preuß-Riss, Preußwandl und Preußturm erinnern somit nicht nur dem Namen nach, sondern auch in häufiger Praxis an einen der von Paul Preuß gesetzten nachhaltigen Meilensteine.

### Alleinbegehung der Totenkirchl Westwand
Am 22. Juli 1911 kletterte Preuß im Alleingang und in nur zweieinhalb Stunden durch die 600 Meter hohe Totenkirchl-Westwand im Kaisergebirge, ein absoluter Rekord, der die Kletterszene verblüffte. Die Route war von Piaz, Klammer, Schietzold und Schroffenegger erstbegangen worden und galt als die schwierigste der gesamten Alpen. Preuß kletterte sie „Free Solo“, also ohne technische Hilfsmittel und ohne Sicherung, wobei er eine Variante zur dritten Terrasse eröffnete. Piaz war von Preuß’ Leistung so beeindruckt, dass er ihn von da an „Herrn des Abgrundes“ nannte. Dieser Titel sprach sich schnell unter Bergsteigern herum, auch deswegen, da Preuß im oberen Drittel eine schwierige, bis dahin nicht begangene Wegführung gewählt hatte. Preuß selbst beschrieb die Route, als er die Begehung in das Hüttenbuch der Hinterbärenbadhütte eintrug, als sehr schwierig.

### Erstbegehung der Ostwand der Guglia di Brenta

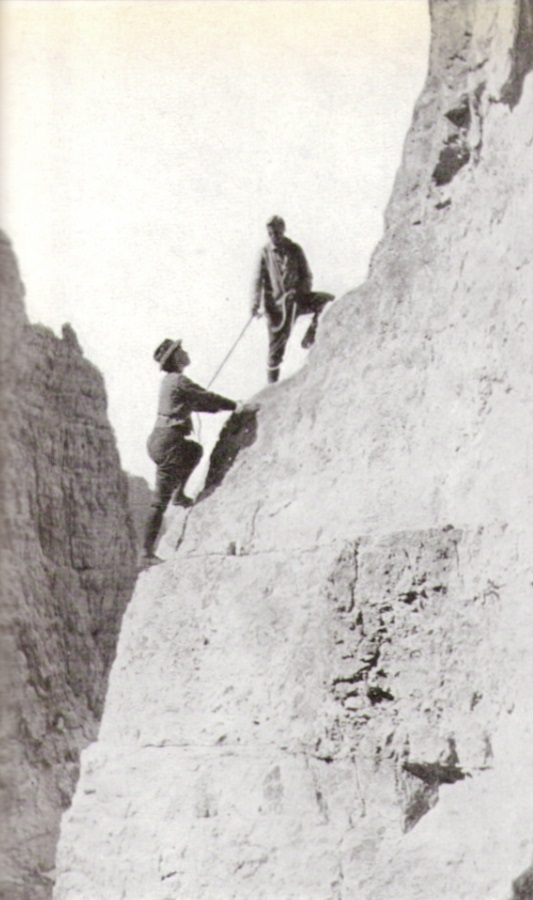
Paul Preuß mit seiner Schwester Mina in der Brenta am 28. Juli 1911

Im Juli 1911 war Preuß mit Mina und Paul Relly in der Brentagruppe. Hier gelang ihm am 28. Juli eine Erstbegehung an der Ostwand der Guglia di Brenta, allein, ohne Seil, ohne jegliche Sicherung und in nur zwei Stunden. Preuß durchkletterte die Wand zügig, ohne zu zögern und hielt nur in der Wandmitte kurz an, um ein Papier mit Datum und Unterschrift als Beweis der Erstbegehung zu hinterlegen. Danach stieg er über den Normalweg ab. Reinhold Messner bezeichnete diese Route im senkrechten Fels, mit einer logischer Linie und großer Ausgesetztheit als Meisterwerk. Keine andere Begehung habe den Geist und das Können von Preuß so klar ausgedrückt wie diese Erstbegehung. Diese Tour gilt als eine der kühnsten Erstbegehungen in den Alpen. Erst 17 Jahre später gelang Hans Steger und Ernst Holzner eine Wiederholung dieser Route.
Mina Preuß und Paul Relly verlobten sich, während sie am Fuß des Berges auf Preuß warteten. Als er wieder zu den beiden stieß, beschlossen sie zu dritt über den Normalweg auf den Gipfel zu steigen, für Preuß die zweite Besteigung des Gipfels an einem Tag. Bei dieser Gelegenheit fotografierte Relly Preuß und Mina bei der Besteigung.

### Skitouren und Winterbegehungen
Preuß war ein vielseitiger Alpinist, der nicht nur den Fels beherrschte, sondern auch Erstbegehungen auf Schnee und Eis unternahm. Er betrieb Skibergsteigen, Skitraversen (in beiden Bereichen gelangen ihm Erstbegehungen) und Schneeschuhwandern. Skitraversen sind Durchquerungen ganzer Gebirgszüge und mehrerer Gipfel in einem Zug ohne dazwischen einen Talort zu erreichen. Meist wird von Hütte zu Hütte gegangen. 1912 gelang Preuß die erste Skibesteigung der Dreiherrenspitze in der Venedigergruppe in den Hohen Tauern und 1913 des Gran Paradiso in den Grajischen Alpen.

### Tod
Am 3. Oktober 1913 stürzte Paul Preuß im Alter von 27 Jahren aus dem oberen Abschnitt der Nordkante des Nördlichen Mandlkogels im Dachsteingebirge ab. Er wurde erst über eine Woche später vermisst. Am 14. Oktober wurde seine Leiche am Fuß des Berges unter Neuschnee geborgen. Zehn Jahre später fanden die Erstbegeher der Nordkante, Erwin Hein und Karl Schreiner, in der Nähe des Wandeinstiegs einige seiner Ausrüstungsgegenstände: einen Rucksack mit Seilschlingen und ein aufgeklapptes Taschenmesser. Es wird vermutet, dass er gerastet und dabei den Halt verloren hatte. Die Umstände des Absturzes konnten nicht abschließend geklärt werden.
Preuß’ Studienkamerad, Freund und Kletterpartner Graf Ugo di Vallepiana sagte: „Im August 1913 sagte mir Paul, dass er nun keine Angst mehr habe, in den Bergen zu sterben, weil er nicht mehr von dem wagemutigen Enthusiasmus seiner ersten Bergsteigerjahre erfüllt sei. Er sei nun überzeugt, dass es keine Erstbesteigung wert sei, das Leben zu riskieren.“ Zwei Monate später stürzte Preuß ab.

## Vorträge
Preuß hielt zahlreiche Vorträge über die Alpen und das Bergsteigen – viele davon Lichtbildervorträge, die damals eine Neuheit waren. Seine Vorträge waren gut besucht und beliebt, ab 1910 war er der gefragteste Vortragsredner für alpine Themen im deutschsprachigen Raum. Seine Vorträge brachten vielen Zuhörern das Bergsteigen, die Berge und insbesondere die Alpen näher. Bei seinem Tod im Oktober 1913 lagen bereits 50 Zusagen für Vorträge in der Wintersaison vor. Es sind zahlreiche Vortragstitel überliefert, Preuß’ Kletterpartner Günther von Saar schätzte ihre Zahl in seinem Nachruf auf über 100.
Das Vortragsprogramm von Preuß umfasste allgemeine Themen wie z. B. Geschichte und Entwicklung des modernen Alpinismus, Klettertechnik, Eistechnik, Skihochtouren, Schwierigkeit und Gefahr beim Bergsteigen. Viele Vorträge handelten von einzelnen Gebieten, wie z. B. das Wiener Ausflugsgebiet, die Ennstaler Alpen, das Tote Gebirge, die Zentralalpen, die Südlichen Kalkalpen oder die Westalpen. Des Weiteren zeigte er konkrete Touren wie z. B. „Klettertouren im Wilden Kaiser“ oder „Auf Ski quer durch die Silvretta“.

## Veröffentlichungen
Preuß veröffentlichte viele Artikel in alpinen Zeitschriften, die einen guten Eindruck von seinem Denken und seinen Standpunkten vermitteln. Er beschrieb das Bergsteigen und die Alpen. Wegen seiner Art zu schreiben waren seine Artikel begehrt. Günther von Saar charakterisierte sie als lebendig und mit viel Humor geschrieben und nie mit Einzelheiten oder technischen Informationen ermüdend.

### Der Mauerhakenstreit und die Kletterregeln von Preuß
Im August 1911 veröffentlichte Preuß in der „Deutschen Alpenzeitung“ den Aufsatz „Künstliche Hilfsmittel auf Hochtouren“, in dem er die gängige Praxis des Kletterns in Frage stellte. Insbesondere die Verwendung von Haken zur Fortbewegung lehnte er ab; er war der Meinung, dass eine Stelle, die nicht frei bezwungen werden konnte, auch nicht geklettert werden sollte. Haken sollten höchstens zur Absicherung in Notfällen verwendet werden. Er lehnte auch das Abseilen ab und forderte: „Aus eigener Kraft Schwierigkeiten überwinden, im Aufstieg wie im Abstieg – das ist ein Postulat einer ehrlichen, sportlichen Überzeugung“.
Das war in der damaligen Kletterszene eine Provokation, die heftige Reaktionen hervorrief. Besonders Tita Piaz und Franz Nieberl reagierten heftig. Piaz veröffentlichte in der „Deutschen Alpenzeitung“ vom September 1911 eine Erwiderung. Piaz warf Preuß vor, er unterscheide nicht zwischen Gebrauch und Missbrauch. Franz Nieberl gab Piaz Recht und schrieb: „Ob bildlich genommen oder nicht, muss jeder Wissende zugeben, dass im Fels viel Heimtücke, viele gefährliche Fallgruben und Fußangeln verborgen liegen“. Daher sei der Einsatz von Sicherungsmitteln nicht nur nicht fragwürdig, er sei sogar geboten. Eine eher moderate Haltung nahm Hans Dülfer ein, er konstatierte: „Nicht in den Preußschen Theorien liegt die Gefahr, sondern in deren nicht von jedem richtig durchzuführender Beachtung“.
Aufgrund der vielen Erwiderungen und Entgegnungen, insbesondere von Nieberl, präzisierte Preuß seine Ansichten, um Missverständnisse auszuräumen. Dazu formulierte er sechs Kletterregeln und beschrieb ausführlich, wie er sie auffasste. Sie wurden am 15. Dezember 1911 in den Mitteilungen des Deutschen und Österreichischen Alpenvereins veröffentlicht.
Die sechs Leitsätze für das Klettern von Preuß sind:
1. „Bergtouren, die man unternimmt, soll man nicht gewachsen, sondern überlegen sein.“
2. „Das Maß der Schwierigkeiten, die ein Kletterer im Abstieg mit Sicherheit zu überwinden im Stande ist und sich auch mit ruhigem Gewissen zutraut, muss die oberste Grenze dessen darstellen, was er im Aufstieg begeht.“
3. „Die Berechtigung für den Gebrauch von künstlichen Hilfsmitteln entsteht daher nur im Falle einer unmittelbar drohenden Gefahr.“
4. „Der Mauerhaken ist eine Notreserve und nicht die Grundlage einer Arbeitsmethode.“
5. „Das Seil darf ein erleichterndes, niemals aber das allein seligmachende Mittel sein, das die Besteigung der Berge ermöglicht.“
6. „Zu den höchsten Prinzipien gehört das Prinzip der Sicherheit. Doch nicht die krampfhafte, durch künstliche Hilfsmittel erreichte Korrektur eigener Unsicherheit, sondern jene primäre Sicherheit, die bei jedem Kletterer in der richtigen Einschätzung seines Könnens zu seinem Willen beruhen soll.“

Das Prinzip sollte Sicherheit sein und nicht Sicherung – Sicherheit erwachse nur aus der eigenen Kraft. Am 31. Januar 1912 fand in München eine Aussprache der Kontrahenten mit lebhafter Beteiligung der Mitglieder des DÖAV statt. Hans Dülfer fasste diese Aussprache in den Mitteilungen zusammen. Viele der Weggefährten und Kritiker von Preuß erkannten an, dass Hilfsmittel zur Fortbewegung nicht benutzt werden sollten, betonten aber, dass Hilfsmittel zur Sicherung unbedingt empfehlenswert seien.
Preuß setzte sich dafür ein, dass nur die Begehung einer Route ohne technische Hilfsmittel gelten solle; Haken sollten nur zur Sicherung eingesetzt werden, niemals zur Fortbewegung. Er hatte zwar Hammer und Haken als Sicherung dabei, setzte sie aber nur sehr spärlich ein. Preuß Auffassung über Kletterstile wurden zu seiner Zeit zwar gewürdigt, aber nicht geteilt. Erst ab 1970 wurde er zum Vorbild für die neue Richtung des Freikletterns. Durch seinen bewussten Verzicht auf jegliche Sicherungs- und Hilfsmittel gilt Preuß heute als einer der geistigen Väter des Freikletterns. 1913 griff Rudolf Fehrmann diese Ideen auf; sie wurden in den Sächsischen Kletterregeln festgeschrieben, die bis heute in der Sächsischen Schweiz gültig sind. Seine erstaunlich modernen Gedanken haben damit noch weit über 100 Jahre nach seinem Tod Bestand. So bilanzierte auch Alexander Huber, dass seine Thesen bis heute nachwirken und er der geistige Vater des Freiklettergedankens sei.
Ebenfalls recht modern mutet eine andere Aussage Preuß’ an: „Wenn der Alpinismus eine Zukunft hat, dann wird er im alpinen Sport liegen.“ Er legte in seiner Schrift auch dar, dass der Klettersport bereits Selbstzweck besitze, Preuß sah eine Trennung zwischen Alpinismus und Sportklettern voraus.

### Berg- und Tourenberichte

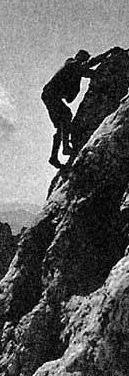
Paul Preuß beim Klettern

Preuß veröffentlichte zahlreiche Berg- und Tourenbeschreibungen in unterschiedlichen Zeitungen und Zeitschriften. Meist wurden sie entweder in den „Mitteilungen des Deutschen und Österreichischen Alpenvereins“ oder in der „Deutschen Alpenzeitung“ gedruckt. In der Zusammenstellung von Karl Mägdefrau sind 12 Berg- und Tourenbeschreibungen überliefert.
Beispielhaft ist hier die Schrift „Die Nordkante des Großen Ödsteins“, in der Preuß die Begehung dieser Tour plastisch beschrieb und sie in eine große Landschaftsbeschreibung einbettete. Er schilderte detailliert den Berg und die Wand sowie die Durchführung der Touren. So hatten Preuß und sein Freund Relly schon im Spätherbst 1910 den Plan die Tour zu begehen, waren aber bereits daran gescheitert, dass sie in Nebel und Dunkelheit den Einstieg nicht gefunden hatten. Erst ein Jahr später wagten sich beide wieder an dieses Vorhaben; diesmal wurden sie beim Aufstieg von einem Regenschauer überrascht. Endlich an der Wand angelangt, überlegten sie, ob sie wirklich einsteigen sollten – das Wetter war nicht optimal. Trotzdem stiegen sie in die 700 Meter hohe Wand ein und überwanden etliche Schwierigkeiten. Preuß schilderte nicht nur den Reiz und die Herausforderung, sondern auch die Schwierigkeiten und Ängste, die sie zu überwinden hatten in einer sehr lebendigen und anschaulichen, mitreißenden Sprache, was allgemein zur Beliebtheit seiner Schriften beitrug.

### Skilaufen und Wintertourismus
Preuß verfasste einige Schriften rund um den Wintertourismus, einige, um auf die Gefahren aufmerksam zu machen, andere beschreiben andere Aspekte oder Touren.
So beschrieb er in dem Aufsatz „Die hochalpinen Gefahren des Winters“, veröffentlicht in Der Winter VI, eindringlich die Gefahr von Gletscherspalten, die vor allem im Frühwinter kaum zu erkennen und wenig tragfähig seien. Die zweite große Gefahr gehe von Lawinen aus. Beide Gefahren seien der Grund für die erschreckend hohe Zahl an Unglücksfällen.
In einem anderen Essay, veröffentlicht in Der Winter V, 1911, beschrieb er „Das Winterhütten-Problem“. Winterhütten waren für Skiläufer in der damaligen Zeit unentbehrlich, da Hotels teuer und selten waren und meist abseits der interessanten Hänge im Tal lagen. Da es noch keine Aufstiegshilfen gab, musste mit Ski aufgestiegen werden, ein eher zeitraubendes Unterfangen. Daher waren Winterhütten die bevorzugten Übernachtungsplätze. Preuß beklagte in seiner Schrift, dass sie meist schlecht ausgestattet, nicht leicht zu öffnen und nicht praktisch angelegt seien.
Im Februar 1913 veröffentlichte er in der Deutschen Alpenzeitung XII, den Artikel „Jagd und Touristik“, in dem er über die Klagen der Jäger schrieb, dass die Skiläufer das Wild vertreiben würden. Weitere Veröffentlichungen waren „Norwegische Rennen im alpinen Gelände“ und „Norwegische Dauerläufe im alpinen Gelände“, beide erschienen in Der Winter IV, 1912.
Preuß schrieb aber auch eher heitere Tourenberichte wie z. B. „Eine Winterfahrt auf die Dreiherrenspitze“, veröffentlicht in Der Winter VII, und „Zwei Skitouren im Gebiet des Spannagelhauses“, veröffentlicht in der Österreichischen Touristenzeitung.

### Frauenalpinismus
Preuß verfasste zwei Schriften zu Frauen in den Bergen.
Die erste trägt den Titel „Damenkletterei“ und ist 1912 in der Deutschen Alpenzeitung Nr. XII/I erschienen. Preuß kletterte häufig mit Frauen; er schrieb, dass er bereits Gelegenheit hatte, „mit 17 jungen Damen in feste Verbindung – durch das Seil – zu treten“ – eine erstaunlich hohe Zahl, die zeigt, wie viele Frauen bereits um 1910 kletterten. Besonders häufig unternahm er Klettertouren mit seiner Schwester Mina und seiner Freundin Emmy Eisenberg, beide ebenfalls begabte Kletterinnen. Von ihnen ist überliefert, dass er sie trotz seiner Schriften gegen die Frauen als gleichwertige Seilpartnerinnen behandelte. Häufig waren sie zu viert unterwegs: Preuß mit Eisenberg und Hans Dülfer mit seiner Freundin Hanne Franz.
Preuß schilderte in seinem Essay die Schwierigkeiten, die sich ergaben, wenn er mit Frauen auf Klettertour gehen wollte, und zeigte damit zugleich, mit welchen Schwierigkeiten Frauen damals zu kämpfen hatten. Zuerst mussten die Eltern überzeugt werden, dass die Gefahr sich in Grenzen halte; ein noch größerer Widerstand war moralischer Natur: Eine Frau mit einem Mann alleine unterwegs, das war moralisch verwerflich und konnte den Ruf der Frau ruinieren. Daher bestanden die Eltern darauf, eine Anstandsdame dabeizuhaben, aber die von den Eltern vorgeschlagenen konnten selten klettern. Ein Ausweg war häufig, eine zweite Frau mitzunehmen, manchmal war diese nur fiktiv. Ein weiteres Problem war die Ausrüstung: Frauen in Hosen waren nicht schicklich und manchmal war Preuß die Ausrüstung der Frauen zu umfangreich; er aß aber gern den mitgebrachten Proviant.
Die Frauen wollten meist genau wissen, welche Schwierigkeiten sie erwarte, außerdem beklagte Preuß ihren Mangel an Orientierungssinn am Weg und in der Wand. So würden Frauen häufiger nach lockeren Griffen greifen als Männer. Er attestierte den Frauen körperliche Geschicklichkeit, aber fehlende Kraft. Er erklärte, der Mann suche im Klettern die Kompensation für Gefühle und das Gegengewicht zum Alltag, die Frau hingegen suche in den Bergen neue Werte und verstärkte Empfindungen. Sein Fazit, dass an dem Schlagwort „Die Frau ist der Ruin des Alpinismus“ etwas dran sei, war damit im Mainstream seiner Zeit. Das sahen aber nicht alle so, Franz Nieberl stellte fest: „Es ist Sitte geworden, dass Mädchen und Frauen recht häufig zu Berge steigen, und man kann sagen, dass viele Alpinistinnen in Fels und Eis recht wacker ihren Mann stellen.“
Der zweite Artikel von Preuß, „Putzi als Skiläuferin“, wurde am 23. März 1913 in der Deutschen Alpenzeitung 1912/12, 12/II, Nr. 23 veröffentlicht. Darin schildert er die Erlebnisse mit einer Putzi genannten Frau, wobei ebenfalls vor der Ausfahrt der Widerstand der Eltern zu überwinden gewesen sei. Putzi wird als besonders ungeschickt, aber sehr bemüht dargestellt, ist des Skifahrens jedenfalls nicht mächtig und wird damit zur Bürde für die teilnehmenden „Herren“. Solche Ausführungen fand man damals wohl witzig, denn Günther von Saar kommentierte diese Schrift mit „Dieser Artikel gehört sicher zu den besten, die auf dem Gebiet des alpinistischen Humors geschrieben wurden.“

## Gedenken

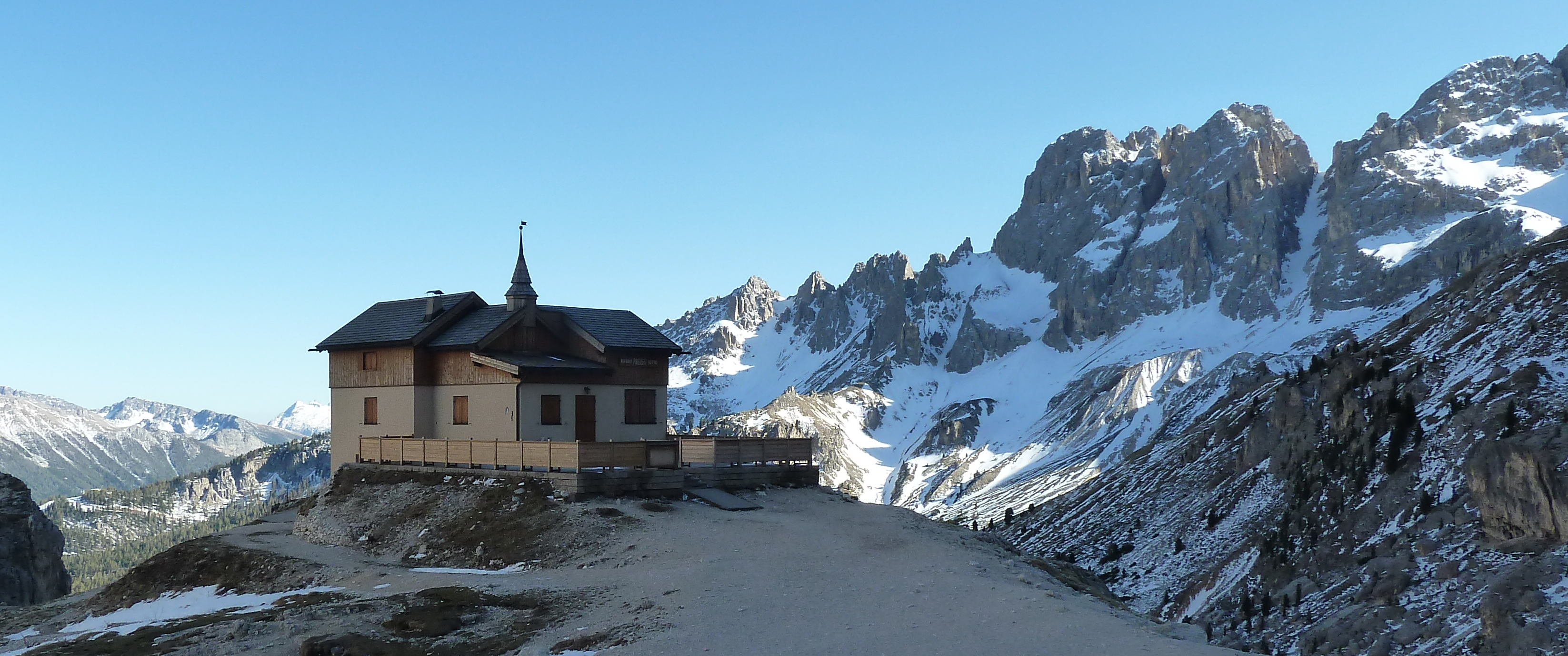
Paul-Preuß-Hütte (2243 m)

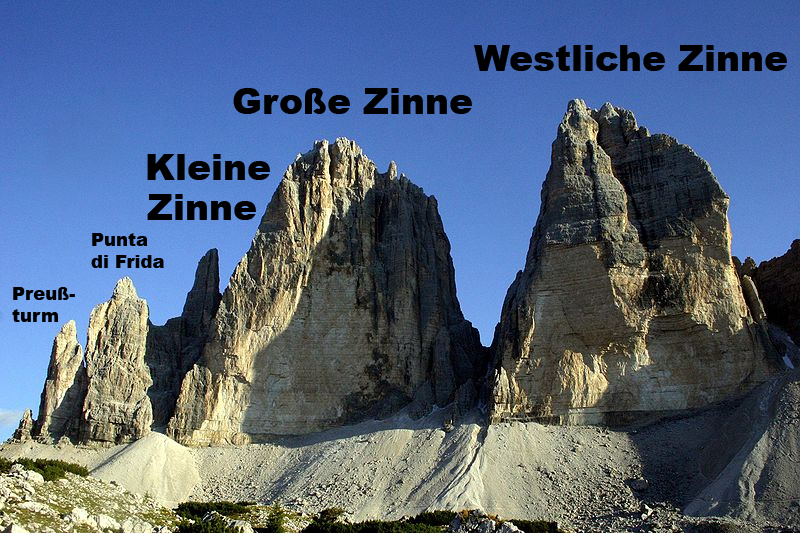
Die Kleinste Zinne (Cima Piccolissima) in den Drei Zinnen heißt im Italienischen auch Torre Preuß und wird auch im Deutschen „Preußturm“ genannt. Ansicht von Nordwesten

In den Jahren nach seinem Tod wurden zahlreiche Nachrufe und Gedenkaufsätze über Preuß veröffentlicht; Karl Mägdefrau listete 17 Nachrufe auf. Er galt unter Zeitgenossen als der aufregendste Alpinist, der geistige Vater des Freikletterns, gar als der ungekrönte König der Extremkletterer. Tita Piaz nannte ihn „Herrn über dem Abgrund“, Walter Bing konstatierte, als Kletterer sei er eine Klasse für sich gewesen.
Obwohl Preuß 1909 zum Protestantismus konvertiert war, galt er den völkischen Antisemiten in den Alpenvereinen bereits in den 1920er Jahren als Jude und wurde von ihnen nach Möglichkeit totgeschwiegen. Aber nicht nur sein Glaube und seine Herkunft störte die Nationalsozialisten, sondern auch seine Auffassungen: Die Riten und Ideale eines heroischen Alpinismus mit einem Hang zum Kitsch waren Preuß völlig fremd. Den Machthabern aber gefiel genau dies. Preuß hatte eine nüchterne Beziehung zu Berg und Fels und erkannte jede Leistung an; damit kann kein Alpinist seiner Zeit so eindeutig ins moderne Bergsteigen integriert werden wie er. Wie Ulrich Cartellieri es formulierte „Dem Ausschluss folgte das Totschweigen der großen jüdischen Bergsteiger … Mit Paul Preuß sollte nicht nur der Jude, sondern auch der große Individualist und Einzelgänger für alle Zeiten vergessen werden …“
Zum 20. Todestag im Jahr 1933 war Paul Preuß bereits nördlich der Alpen geächtet und wurde totgeschwiegen. In Südtirol, dem Trentino und insbesondere in den Dolomiten wurde sein Andenken aber bewahrt, Tita Piaz und Angelo Dibona waren hier federführend. Severino Casara erwähnte Preuß bereits in seinem 1944 erschienenen Buch „Arrampicate libere“ und in seinem 1949 gedrehten Film „Cavalieri della montagna“. 1970 veröffentlichte Casara die erste Preuß-Biographie, für die er sich auf Originaldokumente wie Tagebücher und Briefe von Preuß sowie auf Zeitzeugen stützen konnte. Erst in den 1960er Jahren erinnerte man sich seiner, ausgehend von Südtirol, auch wieder in Deutschland und Österreich. Die reichhaltigsten Texte über Preuß stammen von Reinhold Messner, die 1986, 1996 und 2011 erschienen.

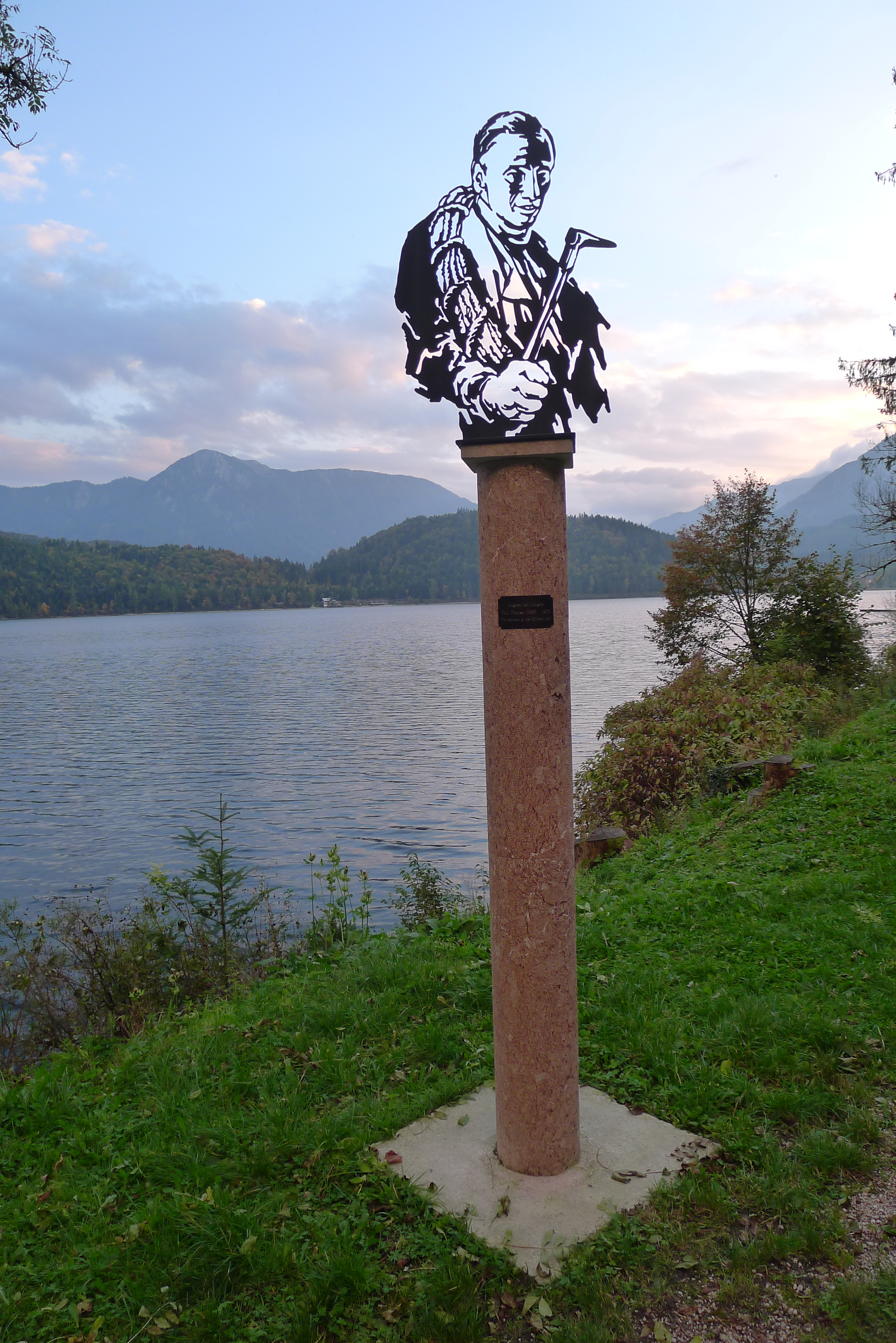
Paul-Preuß-Denkmal, Altaussee

Ihm zu Ehren wurde die Paul-Preuß-Straße in München-Feldmoching benannt, ebenso die Preuß-Hütte in der Rosengartengruppe, die rund 20 Jahre nach seinem Tod von Tita Piaz zu seinem Gedenken errichtet wurde. Im Italienischen heißt die Kleinste Zinne in den Sextner Dolomiten Torre Preuß, im Deutschen auch „Preußturm“; die Südostwand der Grohmannspitze hat einen „Preußkamin“. Zahlreiche Touren sind nach ihm benannt, die meisten davon Erstbegehungen von ihm.
Anlässlich seines hundertsten Todesjahres wurde 2013 in Altaussee eine von Walter Angerer d. J. geschaffene Schattenskulptur zur Erinnerung an Paul Preuß enthüllt. Das Literaturmuseum Altaussee verfügt über einen Quellenbestand zu Preuß, der neben Zeitungsausschnitten auch Manuskripte und Fotos umfasst.  Ein Großteil der Dokumente aus Paul Preuß’ Leben, insbesondere sein privates Tourenbuch, handschriftlich verfasste Texte sowie Korrespondenz, befindet sich im Nachlass von Severino Casara, den die Fondazione Giovanni Angelini in Belluno aufbewahrt.
Das Messner Mountain Museum Corones zeigt als Erinnerungsstücke den Kletterhammer von Paul Preuß und einen 1911 gesetzten Haken aus dem Trisselwand-Westpfeiler.

## Paul-Preuß-Preis
2014 gründeten Bergsteiger und Alpinjournalisten aus Österreich, Bayern und Südtirol die Internationale Paul-Preuss-Gesellschaft (IPPG), die jährlich den Paul-Preuß-Preis an einen Bergsteiger verleiht, dessen Einstellung und Leistungen die Grundsätze von Preuß widerspiegeln. Preuß war ein Verfechter des freien Kletterstils und einer bewussten Risikoabwägung; damit wirkte er wesentlich daran mit, das Klettern ohne Verwendung von technischen Hilfsmittel weiterzuentwickeln, propagierte aber auch einen verantwortungsbewussten Umgang mit den Bergen. Sein Credo war „Das Können ist des Dürfens Maß“.
Der Preis wird an extreme, aktive Kletterer verliehen, die herausragende Leistungen im Gebirge vollbracht haben und gleichzeitig zweifelsfrei und glaubwürdig dem Grundsatz „by fair means“ gefolgt sind, deren Handeln von bisheriger Vorbildwirkung, von innovativer Zielsetzung und von Nachhaltigkeit bestimmt war. Ausgezeichnet wird das bergsteigerische Lebenswerk und nicht eine einzelne Höchstleistung.
Der Preis wird einmal jährlich vergeben. Er besteht aus einer verkleinerten Nachbildung der Skulptur von Walter Angerer d. J. in Altaussee und einer Urkunde. Der Förderpreis ist zusätzlich mit 5000 € dotiert.
Preisträger sind beispielsweise:
- 2024 – Dani Arnold, Schweiz[109]
- 2023 – Marko Prezelj, Slowenien, und Laura Tiefenthaler (Förderpreis), Österreich[110]
- 2022 – Thomas Huber, Deutschland, und Pedro und Tomas Odell (Förderpreis), Argentinien
- 2021 – Catherine Destivelle, Frankreich, und Mich Kemeter (Förderpreis), Österreich
- 2020 – Heinz Mariacher, Österreich
- 2019 – Bernd Arnold, Deutschland
- 2018 – Beat Kammerlander, Österreich
- 2017 – Alexander Huber, Deutschland
- 2016 – Hans-Jörg Auer, Österreich

## Erstbegehungen
Einige der etwa 150 Erstbegehungen von Paul Preuß sind:
Im Jahre 1910:
- Grohmannspitze Südwand, Langkofelgruppe, Dolomiten, führerlose Besteigung
- Traweng Nordwand, Totes Gebirge, Steiermark

Im Jahre 1911:
- Kleiner Litzner Südwestgrat, Silvretta
- Großes Seehorn Nordostwand, Silvretta
- Großer Litzner Nordwand, Silvretta
- Totenkirchl Westwand, Wilder Kaiser, Tirol, teilweise neuer Anstieg, Alleingang
- Guglia di Brenta Ostwand, Brentagebirge, Trentino, Alleingang
- Guglia di Brenta, Brentagebirge, Trentino, Überschreitung, Alleingang
- Crozzon di Brenta Nordostwand, Brentagebirge, Trentino
- Fünffingerspitze, Langkofelgruppe, Dolomiten, Südtirol, Alleingang
- Langkofel–Fünffingerspitze–Grohmannspitze–Sellajoch, Langkofelgruppe, Dolomiten, Südtirol, die erste Überschreitung an einem Tag, Alleingang
- Delagoturm Südlicher Kamin, Rosengartengruppe, Dolomiten
- Kleine Zinne, Sextener Dolomiten, Südtirol, erste Begehung und erste Überschreitung
- Kleine Zinne, Sextener Dolomiten, Südtirol, erste Doppelüberschreitung
- Traweng Nordostwand, Totes Gebirge, Steiermark
- Trisselwand, Totes Gebirge, Steiermark

Im Jahre 1912:
- Kleine Halt, Wilder Kaiser, Tirol, Alleingang

Im Jahre 1913:
- Hochwanner Nordgrat, Wettersteingebirge, Tirol
- Mitterkaiser Nordgipfel, Wilder Kaiser, Tirol
- Aiguille Gamba, Aiguille Blanche de Peuterey Südostgrat, Mont Blanc Gebiet, Aostatal[113]
- Aiguille Joseph Croux Südgrat, Mont Blanc Gebiet
- L’Innominata Südostgrat, Mont Blanc Gebiet
- Aiguille Savoie Südostgrat, Mont Blanc Gebiet[113]
- Pointe des Papillons, Mont Blanc Gebiet, Alleingang[113]
- Hoher Strichkogel Ostwand, Tennengau, Oberösterreich
- Wasserkarturm Ostwand, Gosaukamm, Dachsteingebirge[114]
- Däumling, Gosaukamm, Dachsteingebirge
- Große Bischofsmütze Südwand, Gosaukamm, Dachsteingebirge
- Gosauer Mandl, Gosaukamm, Dachsteingebirge
- Freyaturm Nordkante, Gosaukamm, Dachsteingebirge
- Schafkogel Nordwand, Gosaukamm, Dachsteingebirge